# Liste des épisodes de Clarence
Cet article présente la liste des épisodes du série télévisée américaine Clarence.

## Première saison (2014-2015)
La série a diffusé sa première saison depuis le 14 avril 2014.
1. Le palais du rire (Fun Dungeon Face Off)
2. Un après-midi en bonne compagnie (Pretty Great Day with a Girl)
3. Le sorcier de la pizzeria (Money Broom Wizard)
4. Perdu au supermarché (Lost in the Supermarket)
5. La course aux millions (Clarence's Millions)
6. Clarence a une amoureuse (Clarence Gets a Girlfriend)
7. Le nouveau jouet de Jeff (Jeff's New Toy)
8. Le dîner (Dinner Party)
9. Pouet (Honk)
10. La chasse au billet (Dollar Hunt)
11. Le zoo (Zoo)
12. Debout, c'est l'heure ! (Rise 'n' Shine)
13. L'homme de la maison (Man of the House)
14. Le masque de boue (Puddle Eyes)
15. Le rêve de Sumo (Dream Boat)
16. La soirée pyjama (Slumber Party)
17. Clarence nature (Nature Clarence)
18. Un élève moyen (Average Jeff)
19. Le lézard porte-bonheur (Lizard Day Afternoon)
20. Les oubliés (The Forgotten)
21. Voisins de table (Neighborhood Grill)
22. Une nuit chez Belson (Belson's Sleepover)
23. Crade ou pas crade (Too Gross for Comfort)
24. La première fois (Pilot Expansion)
25. La salle d'attente (Patients)
26. L'école du poulet (Rough Riders Elementary)
27. Le plan du siècle (Nothing Ventured)
28. Le garde-malade (Bedside Manners)
29. La victoire de Jeff (Jeff Wins)
30. L'école de la vie (Suspended)
31. Tortue chapeau (Turtle Hats)
32. Le jeu de l'oie (Goose Chase)
33. Pour un poisson (Goldfish Follies)
34. Cheminée (Chimney)
35. Le défi de trop (Straight Illin)
36. Ménage ludique (Dust Buddies)
37. Dillis la tornade (Hurricane Dillis)
38. La course au cochon (Hoofin' It)
39. L'heure du cool (Detention)
40. Clarence l'apprenti coiffeur (Hairence)
41. Mini-moi (Lil Buddy)
42. Le voisin mystérieux (Chalmers Santiago)
43. Nuit blanche (Tuckered Boys)
44. Attention, ça éclabousse ! (Water Park)
45. Camping sauvage (Where the Wilds Chads Here)
46. Capitaine Breehn (Breehn Ho!)
47. Un double anniversaire (The Big Petey Pizza Problem)
48. La rupture (The Break Up)
49. Dans les rêves (In Dreams)
50. Le secret de Balance (Balance)
51. La maison de la terreur (Spooky Boo)

## Deuxième saison (2016-2017)
Le 7 juillet 2015, la série a été renouvelée pour une deuxième saison, diffusée à partir du 18 janvier 2016,.
1. L'interro (The Interrogation)
2. Le paradis des aires de jeux (Lost Playground)
3. Sauce piquante prend son envol (Bird Boy Man)
4. Le vent de la liberté (Freedom Cactus)
5. Baptême de l'air (Plane Excited)
6. Voyage au-delà du cosmique (Escape from Beyond the Cosmic)
7. La fête médiévale (Ren Faire)
8. Voyage dans le temps (Time Crimes)
9. Un samedi à l'école (Saturday School)
10. Ils sont parmi nous (Attack the Block Party)
11. Qui est Jimmy ? (Field Trippin)
12. Chasse à la glace (Ice Cream Hunt)
13. Le fils du patron (Company Man)
14. Le clou dans la souche (Stump Brothers)
15. La prophétie du festin (The Tails of Mardrynia)
16. Clarence Wendle et l'oeil de Coogan (Clarence Wendle and the Eye of Coogan)
17. Le remake (Sneaky Peeky)
18. Le jeu concours (Game Show)
19. Sumo le skater (Skater Sumo)
20. Amitié à distance (Mystery Girl)
21. La remplaçante (The Substitute)
22. Le volcan du rire (Classroom)
23. Un peu de solitude (Dullance)
24. Le secret de Jeff (Jeff's Secret)
25. La course à l'espace (Space Race)
26. Parents en herbe (Plant Daddies)
27. Bucky et le loup (Bucky and the Howl)
28. Les vers de compost (Worm Bin)
29. La dent du dino (Clarence & Sumo's Rexcellent Adventure)
30. L'anniversaire (Birthday)
31. L'arbre de l'amitié (Tree of Life)
32. La chasse aux emblèmes (Capture the Flag) - 22 minutes
33. Cloris (Cloris)
34. Jour de pêche (Fishing Trip)
35. Le sac à dos de Belson (Belson's Backpack)
36. Le motel (Motel)
37. Le boulet de Noël (Merry Moochmas)
38. Le héros de la pizza (Pizza Hero)

## Troisième saison (2017-2018)
La troisième saison de la série a été annoncée en silence et diffusée à partir du 10 février 2017. De plus, Spencer Rothbell a annoncé sur son compte Twitter que cette saison serait la dernière, se terminant le 24 juin 2018.
1. Sumo part à l'ouest (Sumo Goes West)
2. Le Saint-Valentin (Valentimes)
3. Clarence président (Clarence for President)
4. Le concert de Rock (Rock Show)
5. La nuit d'orage de Clarence Épisode 1: Clarence, le fantôme (Clarence's Stormy Sleepover Episode 1: The Phantom Clarence)
6. La nuit d'orage de Clarence Épisode 2: Jeffery Wendle (Clarence's Stormy Sleepover Episode 2: Jeffrey Wendle)
7. La nuit d'orage de Clarence Épisode 3: Clarence dans la tempête (Clarence's Stormy Sleepover Episode 3: Badgers 'n' Bunkers)
8. La nuit d'orage de Clarence Épisode 4: Dingus et San-Servo (Clarence's Stormy Sleepover Episode 4: Dingus and McNobrain)
9. La nuit d'orage de Clarence Épisode 5: Bye-bye, Baker ! (Clarence's Stormy Sleepover Episode 5: Bye Bye Baker)
10. La nuit d'orage de Clarence Épisode 6: Soudés par l'inondation (Clarence's Stormy Sleepover Episode 6: Flood Brothers)
11. La sortie piscine (Pool's Out for Summer)
12. Le grand match (Big Game)
13. Le trésor maudit (Boxcurse Children)
14. Maman karatéka (Karate Mom)
15. Clarence aime Shoopy (Clarence Loves Shoopy)
16. Grand reporter (Public Radio)
17. Le marathon de Chad (Chad and the Marathon)
18. L'agent revêche (Officer Moody)
19. Gilben est différent (Gilben's Different)
20. Clarence le mec cool (Cool Guy Clarence)
21. Attends-moi dans la voiture (Just Wait in the Car)
22. Chat perdu (Missing Cat)
23. Il faut sauver l'élève Lauren (Big Trouble in Little Aberdale)
24. Le jour des paris (Dare Day)
25. Le troc (The Trade)
26. Les crochets de la nuit : la vengeance de Balance (A Nightmare on Aberdale Street: Balance's Revenge)
27. Chadsgiving
28. Un temps pour jouer (A Sumoful Mind)
29. Le journée des animaux (Animal Day)
30. Le tunnel (The Tunnel)
31. Concours de talents (Talent Show)
32. Suivez cette voiture ! (RC Car)
33. Clarence, roi des chiens (Dog King Clarence)
34. Trampoline
35. Clarence, le film (Clarence the Movie)
36. Le petite amie de Belson (Belson Gets a Girlfriend)
37. Attention, sitcom contagieuse ! (Brain TV)
38. Clarence et les bonnes manières (Etiquette Clarence)
39. Le vidéoclub (Video Store)
40. Les nouveaux amis de Sumo (Anywhere But Sumo)